# Crush on You
Crush on You – drugi singel raperki Lil’ Kim, promujący jej pierwszy album studyjny „Hard Core”. Piosenkę wydano 3 stycznia 1997. Singel osiągnął #23 pozycję na UK Singles Chart i #16 na Billboard 200.